# Schistidium grande
Schistidium grande là một loài Rêu trong họ Grimmiaceae. Loài này được Poelt mô tả khoa học đầu tiên năm 1955.